# Az Antarktisz éghajlata
Az Antarktisz a Föld leghidegebb kontinense, aminek az az oka, hogy a Föld felszínére érkező napsugárzás-mennyiség nem egyenletes, hanem több tényezőtől függ: a beesés szögétől, a sugárzás időtartamától (azaz a nappalok hosszától) és a Naptól való távolságtól.

## A napsugárzás
A legtöbb sugárzás az Egyenlítő vidékét éri (1,34-1,36 × 107 W/m² egy év alatt), a sarkvidékeket azonban csak 5,44-5,86 × 106 W/m². A sarkvidékeken belül az Antarktisz 7%-kal több besugárzást kap, mint az Északi-sarkvidék. Ennek az az oka, hogy a Déli-sarkvidék nyarán a Föld napközelbe kerül, a napsugaraknak 5 millió kilométerrel rövidebb utat kell megtenniük, ezért nő a besugárzás erőssége.
A napsugárzás először az atmoszféra külső felületére ér el, és onnan csak mintegy 44% jut el a felszínre. A Déli-sarkvidéken ez az arány elérheti az 56-73%-ot is a ritka felhőzet miatt. A legnagyobb besugárzást, 79%, szintén az Antarktiszon mérték.
Az Antarktisz felszínének 95%-a jéggel borított, aminek magas a visszaverő-képessége, kb. 80%. A partvidéken azonban csupán 15-20% az albedó értéke, így a partokon kialakuló hőtöbblet a légtömegek mozgásának egyik elindítója.

## Évszakok
A sarkvidék helyzete miatt itt 4-6 hónapos éjszaka uralkodik, amikor csak kisugárzás történik, ami az amúgy is hideg terület további lehűlését eredményezi. A sarki éjszaka, hosszú és nagyon hideg tele után következik a rövid, hűvös és sugárzásban gazdag nyár. A déli szélesség 66,5°-tól délre a Nap a nyári éjszakákon is tartósan a horizont fölött van, míg télen a horizont alatt tartózkodik.
A Föld keringési pályájából adódó különbségek miatt a sarki éjszaka hossza eltér az Északi- és a Déli-sarkvidéken. Az északin 176 napig, a délin 183 napig tart az éjszaka.

## Domborzati hatások
Az Antarktisz a Föld legnagyobb átlagmagasságú kontinense. A hó és jégtakaró beleszámításával az átlagmagassága 2600 méter. Az Antarktisz több millió négyzetkilométer kiterjedésű, nagyrészt összefüggő szárazföld, ahol hegyláncok, medencék, síkságok váltogatják egymást, amik legnagyobb részét jégtakaró fedi. A kontinens partjait meleg légáramlatok sem fűtik úgy, mint az Arktiszt.

## Oázisok
A tengerparti kisebb albedó miatt ezeken a területeken oázisok jöttek létre, ahol jégmentes tavak, zöld növényzet, és antarktiszi viszonylatban gazdag állatvilág található. Ezek az oázisok főleg a déli sarkkör tájékán fekszenek, területük a néhány száz négyzetkilométert is elérheti, egyenként. Ilyen oázis a Getty-, Vestfold- és a Bunger-oázis Kelet-Antarktiszon, az Enderby-föld szegélyén fekvő Mologyozsnij-oázis, és az Új-Svábföldön kialakult Schirmacher-oázis. Kelet-Antarktikán összesen 16 jelentősebb oázis ismert, amik nagy része a part közelében, néhány pedig a magasabb hegységekben (pl. a Wohlthat-hegységben lévő Unter-See-oázis) található.
Az oázisok többsége fiatal képződmény. Kialakulásuk előfeltétele volt a partvidéki jégtakaró jelentős mértékű visszahúzódása. Ez kb. 20.000 évvel ezelőtt, az utolsó jégkorszak csúcspontja után történt meg. A jégtakaró visszahúzódása után a part közeli szárazföldi övezet elkezdett emelkedni, így a ma kb. 100 méterrel a tengerszint felett lévő sziklafelszínek kb. 10 000 évvel ezelőtt emelkedtek ki. Mihelyt a szikla felszíne megszabadult a rajta lévő jégtömegtől, a lecsökkent albedó miatt ugrásszerűen megnőtt a sugárzási egyenleg, és ennek következtében a hőmérséklet is megváltozott, pozitív hőmérsékleti egyensúly alakult ki. A partvidékek közelében gyakran előfordul, hogy a jégtömeget sziklafelszín választja ketté. Ez a felszínre bukkanó kőzet magába szívja a nap melegét, így akár 25-30 °C-ra is felmelegedhet a szikla felszíne. Az összegyűlt hőmennyiség pedig felolvasztja a környezetében lévő hó és jég jelentős részét. A nyári meleg így 2-3 méteres mélységbe is lehatol. Az olvadás következményeként akár akár 30–40 km² területű tómedencék is keletkezhetnek, ahol hamar megtelepednek az apróbb állatok és növények.
A Bunger-oázisnak 20-25, a Schirmachernek pedig több, mint 180 tava van. A vizek színe kék, vörös és zöld az algák miatt, hőmérsékletük 4-5 °C. Ha ezek a tavak befagynak, csak a legfelső, kb. 3 méteres réteg fagy be. A kedvező körülmények miatt az oázisok a legjobb helyek kutatóállomások számára. Azonban az oázisok nincsenek hatással az egész kontinens klímájára.

## Légkör
Az Antarktisz éghajlatában két levegőtípus játszik jelentős szerepet.
Az egyik a kontinens belsejében képződik, a jégfelszín közelében, és a jelentős kisugárzás és a minimális hőutánpótlás miatt erősen lehűl. Emiatt hideg, magas nyomású légpárna, anticiklon képződik, amit, ha valami megzavar, akkor belső területek felől a partok felé vándorol. Ennek a levegőnek a távozásával a kontinens belseje még szárazabb lesz.
A másik a tengeri eredetű, nedvesebb, melegebb levegő. A kétféle levegő a kontinens szélén éri el egymást, ezzel viharos időjárást eredményezve. A viharok alacsony légnyomású, helyhez kötött légköri képződmények formájában jelennek meg, és főleg öblökben, főként a Ross- és a Weddell-tenger térségében dúlnak. A szakirodalom ezeket stacionárius (veszteglő) ciklonoknak hívja.
A 40-50. szélességi fokok környékén övezetes ciklonok vannak jelen. Ezek állandó jelleggel vonulnak nyugatról kelet felé, miközben a légtömegük az óramutató járásával egyező irányban mozog, spirális alakban, a ciklon belső, alacsony nyomású magja körül. Átmérőjük az 1000 km-es nagyságot is elérheti. Ezen ciklonok közül az erősebbek a kontinensre is betörnek tartós hóviharok formájában. Ezek az alacsony nyomású ciklonok zavarják meg a kontinens belsejében képződő magas nyomású hideg levegő nyugalmát.
A déli félteke szelei jóval erősebbek az északiaknál. Maximális sebességük kb. 110 km/h, az északiaknak a duplája. Ezek az antarktiszi hideg légtömegek néha betörnek Ausztrália, Dél-Amerika, sőt Dél-Afrika területére is.

## Hőmérséklet

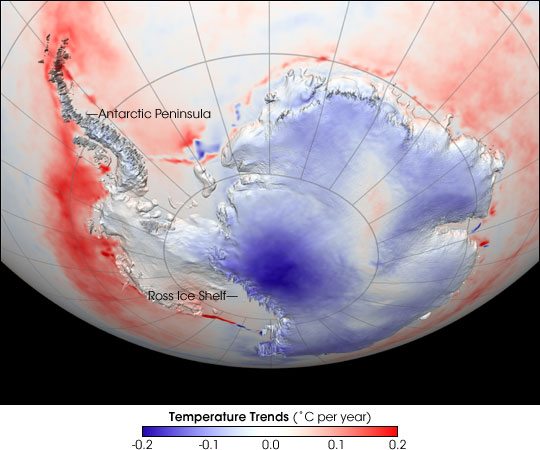
Az Antarktisz hőmérséklet-változása

Az Antarktisz évi középhőmérséklete sehol sem emelkedik 0 °C fölé. A szigetvilág is nagyrészt a fagypontot jelentő izotermán belül fekszik. A kontinens belső területein, főleg az Antarktisz-pajzs fölött -50 °C-os a középhőmérséklet. A Vosztok kutatóállomáson gyakoriak a -60 °C-80 °C-os havi középhőmérsékletű telek. A partokon a leghidegebb hónap középhőmérséklete -18 °C körüli, a legmelegebbé akár fagypont fölötti is lehet.
A hőmérséklet abszolút minimumát, ami nem csak az Antarktiszon, de egyben az egész Földön mért legalacsonyabb hőmérséklet -89,2 °C, amit a Vosztok kutatóállomáson mértek 1983. július 21-én. A legalacsonyabb felszínhőmérséklet -93,2 °C, amit műholdas felvételeken találtak meg, ezt 2010. augusztus 10-én mérték. A negatív felszín-hőmérsékleti csúcs helyszíne a Vosztok állomástól nyugatra, a Dome Fudzsi és a Dome Argus környezetében található, ami „Keleti arktikus plató” néven is ismert.
A kontinensen a december a legmelegebb hónap. Ekkor az Antarktiszi-félszigeten akár 15 °C is lehet, a partvidék többi részén - az oázisok kivételével - 0 °C van, míg a belső területeken -20-25 °C.
Az antarktikus nyáron nem csak a hó és jég, de ahol van, még a talaj felső rétegei is felengednek. A novembertől januárig tartó rövid nyári időszak a partvidék egyes szakaszait, főleg az oázisok környékét, szinte "paradicsommá" változtatják. Ezért is nevezik tréfásan Banán-partnak a Bunger-oázistól északra fekvő Mirnij kutatóállomás vidékét.